# Смит, Джеймс Скивринг
Джеймс Ски́вринг Смит (англ. James Skivring Smith; 26 февраля 1825, Чарлстон, Южная Каролина, США — 1892, Бьюкенен, Либерия) — лидер Партии истинных вигов, шестой президент Либерии.

## Ранние годы
Джеймс Смит родился 26 февраля 1825 года в Чарлстоне (Южная Каролина). Он был четвёртым из семи детей в семье свободных афроамериканцев — Карлоса и Катарины Смит. В 1833 году семья переехала в Либерию. Год спустя родители Джеймса заболели малярией и скончались.

## Образование
Подростком Джеймс Смит работал в Американском колонизационном обществе в качестве помощника доктора. Достигнув зрелого возраста, Смит вернулся в США, чтобы получить медицинское образование. Он поступил в Университет Вермонтского колледжа медицины, а затем перевёлся в Беркширский медицинский центр в Питсфилде (Массачусетс). В 1848 году Джеймс Скивринг Смит окончил учёбу, получив диплом доктора и став первым афроамериканцем со степенью в медицине. Затем он вернулся в только что освобождённую Либерию и в качестве доктора продолжил работу в АКО.

## Политическая карьера
С 1856 по 1860 год Смит занимал пост государственного секретаря Либерии. Позже он был избран сенатором от округа Гранд-Басса и пребывал в этой должности с 1868 по 1869 год. На президентских выборах 1869 года Джеймс Скивринг Смит был избран вице-президентом страны.
В результате политического и финансового кризиса, вызванного банком Британии в 1871 году, президент Эдвард Джеймс Рой был вынужден покинуть свой пост. В течение 8 дней Либерией управляло временное правительство, после чего был назначен временный президент Республики. Временное правительство решило назначить временным президентом Республики вице-президента прежнего правительства — Джеймса Скивринга Смита.
Джеймс Скивринг Смит пробыл на посту президентом Либерии менее двух месяцев — с 4 ноября 1871 по 1 января 1872 года — до президентских выборов, на которых победил Джозеф Дженкинс Робертс. Это самый короткий срок в истории президентов страны. Сложив президентские полномочия, Джеймс Скивринг Смит вернулся в Бьюкенен и с 1874 по 1884 год занимал должность управляющего округа Гранд-Басса.